# Либертарный муниципализм
Либертарный муниципализм (иногда либертарный коммунализм) — идея политической организации, основанной на системе общих собраний и практике прямой демократии. Термин был введен теоретиком либертарного социализма Мюрреем Букчиным, и с тех пор используется для описания системы, в которой либертарные учреждения прямой демократии должны быть противопоставлены государству, а впоследствии и заменить его конфедерацией свободных муниципалитетов, или свободных коммун.

## Принципы и цели
На формирование идеи либертарного муниципализма оказала социальная экология, и представляет собой альтернативу синдикалистским методам организации рабочего движения, а также критикой его экономических идей. Для муниципализма важна не только экономическая сфера, но так же и система организации общественной жизни, через которую можно совершать изменения. Таким образом либертарный муниципализм выступает с позиций освобождения муниципалитетов, делая их противостоящими государственной власти, имеющей своей целью создание альтернативной муниципальной организации — федералистской альтернативы централизму, напрямую связанному с экономическим устройством (меркантилизм, корпоративизм и т. д.). В этом процессе, анархистские муниципалитеты, прежде чем достигнуть глобальных изменений в социальной сфере, стали бы определять новый образ жизни и общественную жизнь исходящую из анархистских этических ценностей, и организованной на их принципах, и способствовали бы переосмыслению в обществе взаимоотношений между человеком и природой. Была бы сформирована федерация муниципалитетов, что привело бы в конечном счете к разрыву с системой организации на принципах национального государства.

## Методы
Проблема, которая стоит перед либертарным муниципализмом — это как существуя в государственных рамках добиться создания анархистских муниципалитетов. Это привело к принятию позиции участия в муниципальных выборах через создание политических партий, структурно организованных на принципах прямой демократии, расширяющих их организацию на весь муниципалитет, как только будут смещены буржуазные партии. Тем не менее муниципализм не ограничивается избирательной стратегией: одновременно с этим выдвигается путь создания общественной организации, создаваемой снизу вверх, создающих организации на территории округа (производственные, потребительские, идеологические, культурные и в других областях), и способных стать достаточно сильными для свержения буржуазной власти в пользу общества, и через свои институты прямой демократии способные определять продуктивную жизнь общества, культуру и досуг, кроме всего прочего.
Существуют также разногласия, например, некоторые европейские муниципалисты дистанцируются от того, что Мюррей Букчин называл «муниципальным парламентаризмом», признавая при этом остальные его предложения, и предпочитают называть свой подход «базовым муниципализмом».

### Критика
- Зерзан Дж. Либертарный муниципализм Мюррея Букчина